# Dinei
Telmário de Araújo Sacramento (ur. 11 listopada 1983) – brazylijski piłkarz występujący na pozycji napastnika.

## Kariera piłkarska
Od 2003 roku występował w Athletico Paranaense, Ferroviária, Noroeste, Guaratinguetá, Vitória, Celta Vigo, CD Tenerife, SE Palmeiras, Kashima Antlers i Shonan Bellmare.